# معركة أحولكة
معركة أحولكة هي معركة وقعت سنة 1839م بين المجاهدين الدغستانيين وبين الروس عندما حاصر الروس منطقة أحولكة التي كانت خاضعة للداغستان محاولين بذلك ضمها إليهم وقد دامت المعركة ثلاثة أشهر حيث لما رأى القائد الروسي ثبات الداغستانيين بالرغم من قلتهم وكثرة جرحاهم وقتلاهم وأنهم لا يستسلمون بعد أن مرت ثلاثة أشهر من حصار أحولكة ، كان قائد الدغستانيين الامام شامل قد فقد الكثير من أعوانه ولديه عدد كبير من الجرحى في صفوفه وقد ضعف بقية الجيش ولم يعد يقدر حتى أن يجد لهم الماء، فعرض القائد الروسي المهادنة على شرط أن يأخذ ابن الامام شامل رهينة عنده، والولد له ثمان سنوات من العمر فقط، ووافق الامام شامل وناجى ربه قائلا: " رب إنك أنت الذي ربيت نبيك موسى في يد فرعون وإن ابني هذا الذي دفعته للكفار، إنما هو أمانة ووديعة عندك فربه عندهم يا رب العالمين"، وأخذ الروس هذا الولد وكان اسمه جمال الدين إلى موسكو وقد عاد في صفقة تبادل الأسرى بينهم وبين أبيه بعد ستة عشر سنة، وبذلك انتهى حصار الروس لأحولكة بالهدنة التي تم عقدها.